# 奥德修斯
奥德修斯，拉丁文作尤利西斯，是傳說中古希腊西部的伊塔刻王，亦是荷馬史詩《奧德賽》中的英雄。奥德修斯是拉厄耳忒斯子，阿尔克修斯孙，妻子是佩涅洛佩。曾参加特洛伊战争，在战争第十年凭借木马计攻克城池，此后又经历十來年漫长旅程，历尽艰险后终于返回家乡，与亲人团聚。

## 概况

### 家世与姓名
《奥德赛》中，奥德修斯之子特勒玛科斯在描述自己的家室时，曾表示“克罗诺斯之子使我家独子繁衍，阿尔克西奥斯生独子拉埃尔特斯，祖父生独子奥德修斯，奥德修斯生我，也是独子”，似乎暗示阿尔克西奥斯为宙斯之子。据一些古代注释家的描述，奥德修斯的祖父阿尔克西奥斯乃宙斯与欧律奥狄娅所生。奥维德也有类似记述。然而，另有传说认为阿尔克西奥斯为克法勒尼亚名祖克法罗斯与一母熊所生。关于奥德修斯的名字，荷马作出如下解释，该名为其外祖父奥托吕科斯所起，意为“愤怒的”，因为后者来到伊塔刻看望女儿安提克勒娅时，曾对许多人动怒。事实上，这个名字与作为奥德修斯原型的赫梯英雄有关。
奥德修斯的妹妹名叫克缇墨涅，她嫁给萨墨的欧律罗科斯。在奥德修斯返乡过程中，欧律罗科斯因食用赫利奥斯的神牛溺死海中。
除Ὀδυσσεύς外，奥德修斯的名字在瓶画上有时还写作Ὀλυσσεύς、Οὐλιξεύς和Ὀλυττεύς。这些写法相互混同，最终使奥德修斯的拉丁文名字变成了尤利西斯（Ulixes）。

### 外貌特征
前6世纪的希腊诗人西蒙尼德斯曾提到，奥德修斯盾牌上绘有海豚的纹章。
前5世纪开始，希腊本土出现一种被称为「πῖλος」的尖顶帽，此后的希腊陶瓶画和罗马宝石雕中（如大英博物馆编号为1893,0303.1的斯库福斯杯），奥德修斯经常被描绘为一个头戴πῖλος帽，手拄拐杖的年长者。但这种帽子并不专属于奥德修斯，有的瓶画中狄俄墨德斯和其他联军成员也会佩戴（如波士顿美术馆中编号为03.804的调酒杯）。

## 早年
奥德修斯少年时期曾前往福喀斯，求取外祖父许诺给他的礼物。在那里他受到了舅父们的热情招待。他们一同前往帕尔纳索斯山狩猎野猪，奥德修斯奋勇当先刺中猎物，但自己也被野猪咬伤腿部。后来他的舅父和外祖父使用咒语治愈了奥德修斯的伤口，赠给他礼物，并将他送回伊塔刻。
同样在少年时期，奥德修斯被家人派遣到美塞尼亚收取债务，在那里他与拉刻德蒙的伊菲托斯结下深厚的友谊。伊菲托斯将一张弓送给奥德修斯，奥德修斯则赠给他一柄枪、一把剑。后来伊菲托斯为赫拉克勒斯所杀，奥德修斯因此未将这张弓带去特洛伊，作为对朋友的纪念。正是利用这张弓，他杀死了大量求婚人。
奥德修斯还曾前往伊庇鲁斯的伊洛斯处求取涂抹在箭矢上的毒药，但遭到伊洛斯的拒绝；但最终他从门特斯的父亲安基阿罗斯处得到了这种毒药。
奥德修斯是海伦的求婚人之一，但他未携带任何聘礼前往斯巴达，因为他知道自己并无胜过作为竞争对手的墨涅拉奥斯的希望。关于奥德修斯如何赢得佩涅洛佩作为妻子，以及他是否贡献了廷达瑞奥斯誓言历来众说纷纭，但根据《书藏》的描述，奥德修斯答应帮助海伦的父亲廷达瑞奥斯解决求婚人间可能爆发的冲突，作为回报他要求廷达瑞奥斯说服佩涅洛佩之父伊卡里奥斯将女儿嫁给他。
迎娶佩涅洛佩后，奥德修斯的岳父伊卡里奥斯非常希望夫妻二人留在斯巴达。奥德修斯将选择权交给佩涅洛佩，后者羞涩地以头纱遮盖面庞表示愿意跟随奥德修斯前往伊塔刻。

## 特洛伊战争

### 参战
荷马史诗中从未出现帕拉墨德斯的名字，因此在这个版本里，是阿伽门农和墨涅拉奥斯前往伊塔刻，说服奥德修斯参加特洛伊战争。但在其他传说中，奥德修斯新婚燕尔，且得到神谕称他若前往特洛伊，则将经历二十年磨难才能返乡，因此不愿出征。他假装疯狂，用一匹马和一头牛拉犁，将盐当作种子撒进土里。帕拉墨德斯看穿了奥德修斯的计策，将时为婴儿的特勒玛科斯放在犁前，奥德修斯只得驱使牲畜绕路而行，显示出他是清醒的，于是他只好随军出征。
此后，奥德修斯、墨涅拉奥斯和阿伽门农的传令官塔尔提比奥斯来到塞浦路斯劝说阿喀琉斯出征。他还前往斯库罗斯寻找阿喀琉斯，因为有一则神谕称，缺少了阿喀琉斯他们将无法攻克特洛伊。阿喀琉斯被忒提丝打扮成女生隐藏在斯库罗斯的诸公主中，奥德修斯于是装作一个商人，将大量珠宝首饰连同一些武器展示给诸公主看，随后他又安排王宫外的伙伴吹起军号伪装敌人进犯，人群中只有阿喀琉斯拿起了武器准备抵御敌军，他的身份也因此暴露。

### 出征途中
在一世纪作家许金努斯的记述中，阿开奥斯联军首次出征误于密西亚登陆，遭到那里的国王特勒弗斯的攻击，特勒弗斯为阿喀琉斯所伤，伤口剧痛无比。后来双方和好，特勒弗斯请求阿喀琉斯根据神谕的要求，由产生伤口者来治愈伤口。但阿喀琉斯自称不会医术，奥德修斯遂解释道，神谕中“产生伤口者”是指刺伤特勒弗斯的枪，指示众人将枪锈撒在伤口上，伤口果然愈合。
阿开奥斯军队再次在奥利斯集结时，阿伽门农不慎冒犯了阿尔忒弥斯，后者使港口长时间不刮顺风以阻挠联军的出征。先知卡尔卡斯解释说，除非献祭阿伽门农的女儿伊菲革涅娅，否则无法平息女神的愤怒。卡尔卡斯、阿伽门农、墨涅拉奥斯和奥德修斯密谋决定欺骗伊菲革涅娅的母亲克吕泰墨涅斯特拉，将伊菲革涅娅带到奥利斯，因此当阿伽门农和墨涅拉奥斯试图放弃献祭时，均因畏惧奥德修斯将此事公之于众而作罢。
军队经过特涅多斯岛，神箭手菲罗克忒忒斯不幸被毒蛇咬伤，伤口溃烂发出恶臭，菲罗克忒忒斯的高声呻吟也让士兵难以忍受。奥德修斯遵从联军主帅的命令，划小船趁菲罗克忒忒斯睡觉时将他遗弃在了姆诺斯岛上。

### 抵达特洛伊
首战之前，联军曾派遣奥德修斯和墨涅拉奥斯出使特洛伊索要海伦和被帕里斯掠走的财产，以求和平解决争端，但遭到特洛伊方拒绝，甚至有特洛伊人主张杀死二人。但在特洛伊人安特诺尔的保护下，二人还是安然返回阵地。
在史诗《库普里亚》中，奥德修斯无法原谅迫使自己背井离乡的帕拉墨德斯，他在后者外出捕鱼时同好友狄奥墨德斯一起将其淹死。而根据阿波罗多罗斯的描述，奥德修斯令一名弗律癸亚俘虏伪造了一封关于帕拉墨德斯通敌的信，并设计将一些黄金埋在帕拉墨德斯的营帐下，以此告发他叛国。帕拉墨德斯遂受石磔刑而死。
古代注释家在吕科弗戎的作品上的注释中讲述了这样一个故事。阿尼奥斯居住在提洛岛，他的三个女儿受酒神狄奥尼索斯的恩惠，可以变水为酒，还能将其他东西变为谷物和橄榄。联军遭遇饥荒时，阿伽门农派帕拉墨德斯请三人来到联军驻地，养活了联军。但在也有注释家在《奥德赛》6.162-165的注释中写道，执行这个任务的是奥德修斯与墨涅拉奥斯，并称这个故事来自西蒙尼德斯。

### 《伊利亚特》中的奥德修斯
荷马说奥德修斯“既是富有智慧的军师，也是排兵布阵的长官”（βουλάς τ᾽ ἐξάρχων ἀγαθὰς πόλεμόν τε κορύσσων），在阿开奥斯联军中，他受尊敬的程度仅次于最为年长的涅斯托尔和伊多墨纽斯，他的海船停泊在舰队最中间。阿喀琉斯因战利品问题拒绝参战后，阿伽门农假意宣布撤退以试探军心，其中奥德修斯是唯一参透了阿伽门农意图而没有准备返乡的人。在雅典娜的指引下，他召集了混乱的联军士兵，驳倒并痛揍了指责阿伽门农的忒耳西忒斯。墨涅拉奥斯与帕里斯决斗前，他同赫克托尔一起负责了场地的丈量工作。在第九卷中，奥德修斯、大埃阿斯和福尼克斯代表阿伽门农向阿喀琉斯求和。
奥德修斯在战斗中表现英勇，仅4到11卷这七卷中被他杀死在战场的有名字的特洛伊人就有18人之多。第十卷中，他还与狄奥墨德斯一同深入敌营进行调查，路上二人抓住并杀死了赫克托尔派来的探子多隆，而在特洛伊的军营里他们则杀死了色雷斯国王瑞索斯（在悲剧《瑞索斯》中，有预言称瑞索斯的军队若在西摩伊斯河饮马，则特洛伊将永远不会被攻下，但该预言被二人破除），并抢走了他驯良的战马。但当宙斯不断破坏阿开奥斯人的作战并鼓舞特洛伊人的士气时，奥得修斯也因受围攻而被投枪刺中肋部，随后被墨涅拉奥斯和大埃阿斯救走。值得一提的是，荷马在此处详尽地用直接引语对奥德修斯进行了心理描写，这在《伊利亚特》中为首例。
受伤后，奥德修斯仍然积极献策，如阿喀琉斯因帕特罗克洛斯之死而急欲复仇之际，奥德修斯说服了前者暂缓出兵以让阿开奥斯士兵进食并休息。帕特罗克洛斯的葬礼竞技会上，奥德修斯在短跑比赛中战胜小埃阿斯，获得冠军；而在摔跤比赛中，他和大埃阿斯战成平局。

### 《伊利亚特》之后
忒耳西忒斯嘲笑阿喀琉斯，为阿喀琉斯所杀。为此阿喀琉斯航行到累斯博斯岛，奥德修斯替他祓除了杀人的罪恶。
阿喀琉斯死后，奥德修斯与大埃阿斯争夺阿喀琉斯的盔甲，大埃阿斯失败而气愤自杀的故事存在多种版本。《奥德赛》中，奥德修斯的胜利是众多阿开奥斯人和雅典娜投票决定的。而其他版本中，为了评判二人中何者在保卫阿喀琉斯的尸体中更为英勇，涅斯托尔派人到特洛伊城墙下偷听特洛伊人对二人的评论，而城墙上的人相互谈论道，比起将尸体背回阵地的埃阿斯，断后抵挡敌人的奥德修斯更为英勇。索福克勒斯的悲剧《埃阿斯》中，阿喀琉斯盔甲的归属由阿开奥斯人投票决定，落败的埃阿斯发誓要向主持裁判的阿伽门农和墨涅拉奥斯复仇，试图袭击联军，但在雅典娜的干预下，他陷入癫狂并将公有的羊群当做联军砍杀，清醒过来的埃阿斯羞愧自杀。围绕能否将其下葬阿特里代兄弟和埃阿斯的表弟透克罗斯展开激烈争吵。奥德修斯不计前嫌，最终说服阿伽门农允许安葬大埃阿斯。
卡尔卡斯预言，只有当赫拉克勒斯的弓箭与联军共同作战时，特洛伊才能被攻克。奥德修斯于是同狄俄墨德斯前往勒姆诺斯岛，说服拥有赫拉克勒斯弓箭的菲罗克忒忒斯归队。菲罗克忒忒斯后来射死帕里斯。帕里斯的弟弟，预言家赫勒诺斯因未能娶走海伦而出走。卡尔卡斯预言赫勒诺斯知道保护特洛伊的神谕，奥德修斯遂于一次埋伏中捉到赫勒诺斯。在联军的审问下，赫勒诺斯说出了攻克特洛伊所必须满足的三个条件：其一，将珀罗普斯的骸骨移运到特洛伊；其二，令阿喀琉斯之子涅奥普托勒摩斯参战；其三，令帕拉迪昂神像离开特洛伊城。奥德修斯与福尼克斯来到斯库罗斯，说服吕科墨德斯同意涅奥普托勒摩斯参加战争，为此奥德修斯将先前赢得的阿喀琉斯的盔甲送给了涅奥普托勒摩斯。奥德修斯又变装为乞丐，同狄俄墨德斯进入特洛伊，盗走了帕拉迪昂木像。再加上联军此前搬运来的珀罗普斯的遗骨，攻克特洛伊的所有条件已经满足。

### 木马计
木马计的故事在《奥德赛》中仅由海伦、德摩多科斯和奥德修斯简略叙述，而史诗《小伊利亚特》残篇对此的描述也语焉不详。综合整个英雄诗系，这个故事的大意如下：奥德修斯想出了木马的构造，将之告知给联军，基克拉底人的国王兼工程师埃佩奥斯制造出木马后，联军中最英勇的战士们进入木马，其余人则装作放弃攻城，烧毁营地，出航潜伏在特涅多斯岛西侧。特洛伊人对如何处理木马展开激烈争论，他们派海伦模仿希腊诸雄的妻子们的声音，围绕木马走动并不断呼唤他们的名字。由于奥德修斯奋力阻止，木马中无人回应海伦的呼唤。最终，特洛伊人决定拆毁城墙，以便将木马拖入城市广场，作为献给神祇的礼物。夜晚，就在特洛伊人大摆筵席庆祝胜利之际，木马内潜伏的英雄们和从特涅多斯返回的军队里应外合，攻取了特洛伊。奥德修斯和墨涅拉奥斯在德伊福波斯的宫殿遭遇一场恶战，最终取得胜利。
晚期希腊和罗马作家们为这个桥段提供了更丰富的细节。在《书藏》中，木马上刻有将此物献给雅典娜的铭文，奥德修斯还令西农留在木马外，装作被奥德修斯陷害，极力劝说特洛伊人将木马拖入城。尽管卡珊德拉和拉奥孔反对，但前者的预言受诅咒永远不得被人相信，后者的两子被波賽頓送来的蛇咬死，使得二人的谏言并未被听从。在对城市的劫掠中，由于特洛伊人安特诺尔此前保护过奥德修斯和墨涅拉奥斯，二人遂禁止军队伤害他的家人。埃涅阿斯背着他的父亲逃走，阿开奥斯人感其孝顺，也放走了他。

### 战利品分俵
特洛伊被木马计攻破后，奥德修斯在抽签中抽中赫卡柏作为奴隶。尽管在《小伊利亚特》中，赫克托尔的独子阿斯提阿纳克斯为阿喀琉斯之子涅奥普托勒摩斯所杀，但许多其他版本，如史诗《伊利昂的劫掠》和罗马作家塞内加的悲剧《特洛伊妇女》中，安德罗玛刻不愿交出丈夫的遗孤，谎称儿子已死，奥德修斯设计检验出安德罗玛刻的谎言，最终将阿斯提阿纳克斯从特洛伊城楼上抛下摔死。
伊利昂被劫掠时，卡珊德拉曾在雅典娜神像前寻求庇护，但被小埃阿斯强行拖走。后来奥德修斯建议联军将小埃阿斯石磔打死，以免遭到雅典娜的责难，但小埃阿斯逃到雅典娜像处寻求庇护，联军于是赦免了他。

## 奥德赛

### 启程
联军主帅阿伽门农主张留在特洛伊，向雅典娜献上百牲祭后再出发。为此他与兄弟墨涅拉奥斯爆发争吵，墨涅拉奥斯同奥德修斯、涅斯托尔等人先行离开特洛伊。但在特涅多斯，奥德修斯改变决定，返航加入阿伽门农。第二次出发后，奥德修斯先是来到伊斯马罗斯并攻克了这座城市，获得许多战利品。但当他劝说战友迅速离开此地时，战友们并未听从他的忠告。后来伊斯马罗斯人召来援军，阿开奥斯人经过半日的奋战，最终寡不敌众，上船逃离。

### 历险
在航行经过伯罗奔尼撒东南的马勒亚海岬时，奥德修斯一行人遇到风暴，漂流九天九夜。第十天他们来到蓮花食者的国土。奥德修斯的同伴误食蓮花后便中魔力，忘记家乡。奥德修斯只得将他们拖回船上，严令禁止任何人食用此花。
一行人再度起航，来到獨眼巨人居住的岛屿，在这里狩猎并补给事物。奥德修斯好奇这里居住的是何种居民，于是带上12名伙伴和伊斯马罗斯人马戎馈赠的美酒来到獨眼巨人的山洞中探险。傍晚洞主人波利菲莫斯牧羊归来，拒绝了奥德修斯进行友好交流的提议，他询问奥德修斯的船只停泊在何处，奥德修斯机智地未回答实情，从而避免船只遭波利菲莫斯的毁坏。波利菲莫斯抓起奥德修斯的两个同伴当做晚餐，食用完毕后倒头大睡。奥德修斯本想斩杀巨人，但考虑到山洞洞口此前已被巨人用石块挡住，巨人死后无人能推开巨石，只得作罢。第二天白天奥德修斯想出一则计策，趁巨人外出时同伙伴一起将一根橄榄木削尖，待巨人归来食用人肉后用酒液将其灌醉并与其交谈，谎称自己的名字是“无人”。巨人睡着后，奥德修斯率领伙伴将橄榄木刺入巨人的独眼中，巨人痛苦叫来同伴，说“无人”伤害他。同伴误以为他疯，纷纷离去。巨人只得打开洞口，试图抓捕趁机出洞的奥德修斯等人。奥德修斯将同伴绑缚在洞内羊群的下方，自己殿后，藏匿在白天出洞的羊群中，从而避免被发现。但是，在离开岛屿的过程中，奥德修斯出言嘲讽巨人，泄露真名，为此巨人祈求他的父亲波塞頓惩罚奥德修斯。
船队来到风王埃俄羅斯的浮动岛屿，奥德修斯受到埃俄羅斯的热情接待，后者令西风神给船队送去顺风，助其归返，还送给奥德修斯一个装满风的口袋。回家路上，奥德修斯连续十天亲自掌舵，但当伊塔刻的炊烟已经清晰可辨时，他终于忍不住困倦，睡过去。同伴们怀疑艾奥罗斯的口袋里装满金子，私自打开口袋，释放狂风，导致一行人被迅速吹离伊塔刻，惊醒奥德修斯。奥德修斯经过一番掙扎，放弃轻生的念头，再次寻求埃俄羅斯的帮助，但遭到拒绝。
六天后他们来到拉斯忒呂戈涅斯人的国土，试图与当地的部族交涉时遭到攻击。拉斯忒呂戈涅斯人用石头砸毁11艘船并吃掉船员，只有奥德修斯及时指挥自己的船驶离从而幸免于难。
他们又来到女巫喀耳刻的岛屿艾尤島，在抽签中被派去探路的船员中喀耳刻的魔法，被变成猪，只有欧律罗科斯逃回。奥德修斯不顾劝阻，坚持前去寻找同伴。赫尔墨斯赠给奥德修斯一株摩吕草，在前者的指引下，奥德修斯降服喀耳刻，解救同伴，并留居在艾尤島一年。

### 复仇
在率领同伴从特洛伊回国途中，受過法埃亚科安岛公主瑙西卡的協助，卻婉拒了她的求婚；克服海妖塞壬美妙歌声的诱惑，穿过海怪斯庫拉和卡律布狄斯的居地，摆脱神女卡呂普索的7年挽留，最后于第十年侥幸一人回到故土以薩卡，同儿子特勒马科斯一起，杀死纠缠他妻子的且挥霍他的家财的求婚者，闔家团圆。奥德修斯的事迹在荷馬史诗中有详细描述。

## 流行文化
手机游戏《Q&Q司书解答者》中，Archive奥德赛<奥德修斯>为奇属性SSR。
手机游戏Puzzle & Dragons 中，[机智的英雄将]奥德修斯为光/水属性六星卡牌。
手机游戏《逆转奥赛罗尼亚》中，[深远的策谋]奥德修斯为魔属性S+卡牌，技能为【觉醒之灾祸】。
手机游戏《再会之水晶》（クリスタルオブリユニオン）中，奥德修斯的声优为福山潤。
手機遊戲中《Fate/Grand Order》中，奥德修斯以五星Rider職階出場，寶具為「終焉的大木馬」（巨大白色木马，可变形机器人），聲優為桐本拓哉。
《聖鬥士星矢 NEXT DIMENSION 冥王神話》里登场代表蛇夫座的第十三位黄金圣斗士，被称作是医神阿斯克勒庇俄斯转世的男子，怀着未知目的接近圣域的雅典娜。后在衍生腾讯工作室制作圣斗士星矢游戏中授权登场。
小說/電影《机动战士高达闪光的哈萨维》中奧德修斯被命名作阿納海姆公司的第五世代MS RX-104奧德修斯高達，亦可加裝FF Unit ( Fixed Flight Unit ) 變成 RX-104FF 潘娜諾普 
遊戲《邊獄公司（英語：Limbus Company）》裡，12名罪人主角群之中的奧提斯，其故事原型便出自於《奧德賽》 

### 引用
1. ↑  《奥德赛》，16.117-120.
2. ↑  Scholia on Odyssey 16. 118
3. ↑  奥维德，《变形记》，13.114.
4. ↑  亚里士多德，《片段集》，504.
5. ↑  《奥德赛》，19.405-409.
6. ↑  《奥德赛》，15.364-367.
7. ↑  Edmonds. Lyra Graeca. London, United Kingdom: William Heinemann. p.67
8. ↑  《奥德赛》，19.413-466。
9. ↑  《奥德赛》，21.11-41.
10. ↑  赫西奥德，《列女志》，残篇68.
11. ↑  阿波罗多罗斯，《书藏》，3.10.8-9.
12. ↑  泡萨尼阿斯，《希腊游记》，3.20.10.
13. ↑  《奥德赛》，2.171-176.
14. ↑  普罗克洛斯，Chrestomathy，1.
15. ↑  阿波罗多罗斯，《书藏》，E.3.9。
16. ↑  许金努斯，Fabulae ，101.
17. ↑  索福克勒斯，《菲罗克忒忒斯》，4-11.
18. ↑  《伊利亚特》，3.203-224.
19. ↑  泡萨尼阿斯，《希腊游记》，10.31.2.
20. ↑  《书藏》，E.3.8.
21. ↑  Edmonds. Lyra Graeca. London, United Kingdom: William Heinemann. p.279
22. ↑  《伊利亚特》，8.220-226.
23. ↑  《伊利亚特》，11.401-410。
24. ↑  普罗克洛斯，Chrestomathia，2.
25. ↑  Scholia. on Aristophanes. Knights 1056.
26. ↑  阿波罗多罗斯，《书藏》，4.4.8-13。
27. ↑  《奥德赛》，4.265-289.
28. ↑  《书藏》，E.5.14-21.
29. ↑  欧里庇得斯，《赫卡柏》，275-277.
30. ↑  Tzetzes, commentary on Lycophron.
31. ↑  《奥德赛》，3.135-164.

### 书籍
- Vasil S. Tole, Odyssey and Sirens: A Temptation towards the Mystery of the Iso-polyphonic Regions of Epirus, A Homeric theme with variations, Tirana, Albania, 2005, ISBN 978-99943-31-63-5

- Bittlestone, Robert; with James Diggle and John Underhill. . Cambridge, UK: Cambridge University Press. 2005. ISBN 0-521-85357-5.  Odysseus Unbound website （页面存档备份，存于）